# Toba Tek Singh
Toba Tek Singh (pendżabski/urdu: ٹوبہ ٹیک سنگھ) – miasto w Pakistanie, w prowincji Pendżab. W 2017 roku liczyło 87 210 mieszkańców.